# Římskokatolická farnost Ježov
Římskokatolická farnost Ježov je územní společenství římských katolíků s farním kostelem svatého Jakuba Staršího v děkanátu Kyjov.  Na území farnosti žilo v roce 2016 ve čtyřech obcích přes 1 800 obyvatel.

## Historie farnosti
První písemná zmínka o obci pochází z roku 1320, kdy se píše o faráři Gerhardovi z Ježova. Kostel svatého Jakuba Staršího na kopci Kříb byl postaven asi v letech 1677–1681. V roce 1996 byl vysvěcen nový filiální kostel sv. Jana Nepomuckého v Žádovicích.

## Duchovní správci
Současným administrátorem excurrendo je od února 2014 R. D. Mgr. Jan Šimoník.

## Bohoslužby
| Kostel                   | Místo    | Bohoslužba (den) | Hodina                         | Poznámka        |
| ------------------------ | -------- | ---------------- | ------------------------------ | --------------- |
| svatého Jakuba Staršího  | Ježov    | neděle úterý     | 8.00 16.00 (zima)/17.00 (léto) | farní kostel    |
| svatého Jana Nepomuckého | Žádovice | středa           | 17.00 (zima)/18.00 (léto)      | filiální kostel |

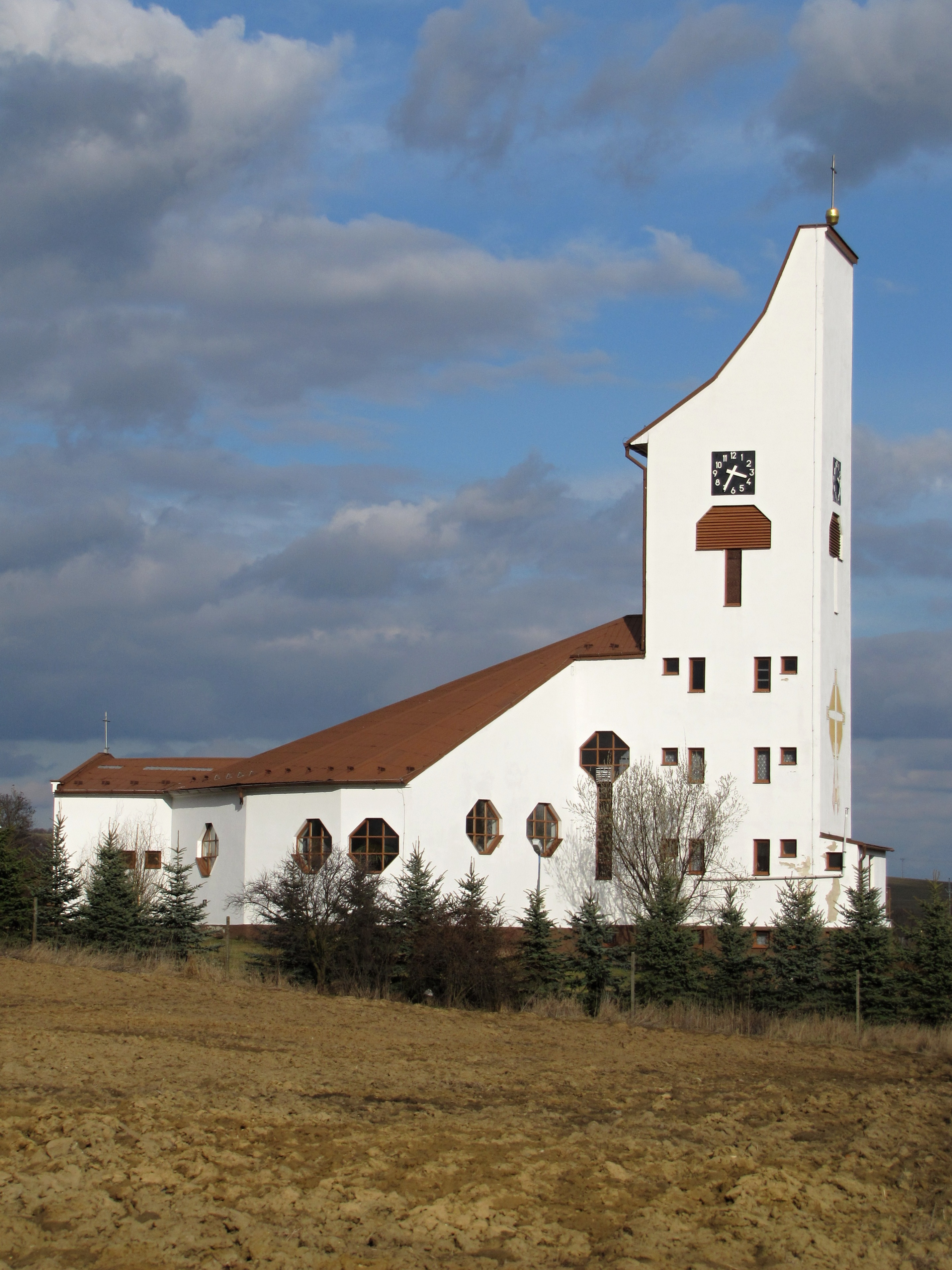
Filiální kostel sv. Jana Nepomuckého v Žádovicích
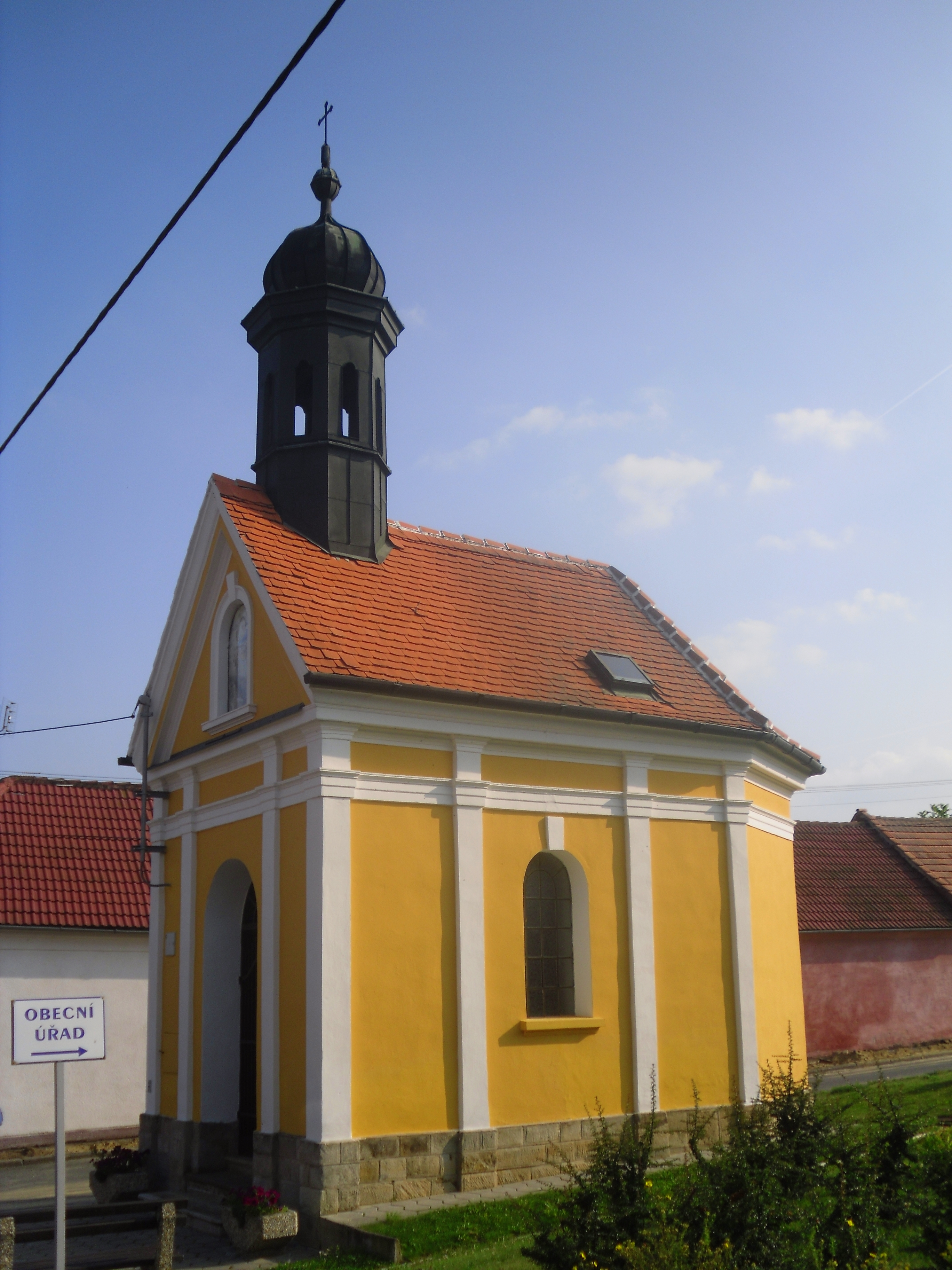
Kaple sv. Josefa ve Skalce
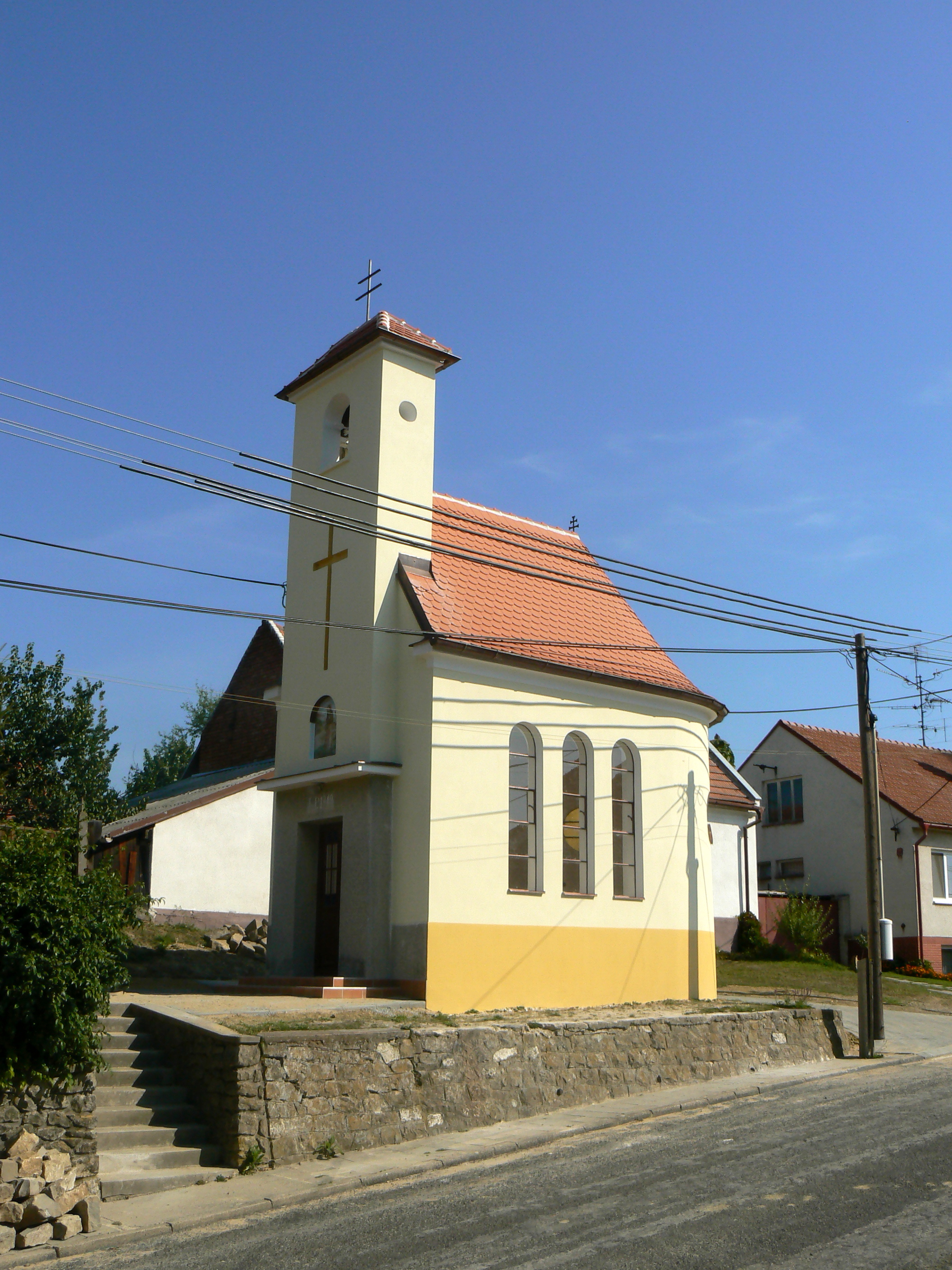
Kaple Panny Marie v Labutech

## Aktivity ve farnosti
Na území farnosti se pravidelně koná Tříkrálová sbírka. V roce 2016 se při ní vybralo v Ježově 14 365 korun, v Labutech 5 265 korun, ve Skalce 4 045 korun a v Žádovicích 18 903 korun.